# Xiongba (socken i Kina, lat 32,05, long 81,93)
Xiongba (kinesiska: 雄巴, 雄巴乡) är en socken i Kina. Den ligger i den autonoma regionen Tibet, i den sydvästra delen av landet, omkring 920 kilometer väster om regionhuvudstaden Lhasa.
Genomsnittlig årsnederbörd är 370 millimeter. Den regnigaste månaden är juli, med i genomsnitt 69 mm nederbörd, och den torraste är november, med 9 mm nederbörd.